# Psamatodes nicetaria
Psamatodes nicetaria là một loài bướm đêm trong họ Geometridae.